# گورنگه ترنگانه
گورنگه ترنگانه (به صربی: Gornje Trnjane) یک منطقهٔ مسکونی در صربستان است که در لسکواس واقع شده‌است. گورنگه ترنگانه ۲۵۰ نفر جمعیت دارد.